# Thadi Jhijha
Thadi Jhijha (nep. ठाढीझिझा) – gaun wikas samiti w środkowej części Nepalu w strefie Dźanakpur w dystrykcie Dhanusa. Według nepalskiego spisu powszechnego z 2011 roku liczył on 1295 gospodarstw domowych i 7292 mieszkańców (3651 kobiet i 3641 mężczyzn).